# Naggad bladkaktus
Naggad bladkaktus (Epiphyllum crenatum) är en art i familjen kaktusväxter. Den förekommer naturligt i Mexico (Oaxaca & Chiapas) och söderut till Honduras. Arten lever epifytiskt eller litofytiskt i fuktiga eller våta skogar, ibland i ek-skogar, på upp till 1750 m. Naggad bladkaktus är en av de viktigaste arterna i förädlingsarbetet med så kallade Epiphyllum-hybrider. Den odlas som krukväxt för de vackra blommorna.
Stammarna är upprätta till något överhängande, vid basen rundade eller trekantiga, men snart breda, platta, till 60 cm långa, 4-10 cm vida, stela och relativt tjocka med kraftig mittnerv, tänder otydliga till kraftigt rundade.
Blommorna blir 18-29 cm långa, 10-20 cm vida, de slår ut på natten men håller sig öppna i flera dagar, doftande. Blompipen är grön till röd med stora fjäll. Yttre hyllebladen är gröngula till brungula eller rödaktigt bärnstensfärgade. De intre hyllebladen är vita till grönaktigt gula.
Två underarter erkänns:
- subsp. crenatum - långa stammar som grenar sig på olika ställen, 6-10 cm vida. Blompipen är tydligt femkantig. Fruktämne med stora fjäll.
- subsp. kimnachii - har korta stammar som grenar sig nära basen, 4-6 cm vida. Blompipen är rundad, ej kantig i genomskärning. Fruktämne med små fjäll.

Artepitetet crenatum (lat.) = med inskuret rundade tänder. Underarten kimnachii har fått namn efter Myron Kimnach, Los Angeles.

## Historia
Arten visades första gången i Horticultural Societys trädgård 1844 vann priset för bästa nya introduktion. Plantan hade blivit insamlad i Honduras 5 år tidigare av Georges Ule Skinner och skickats till Sir Charles Lemon som fick den att blomma 1843. Epiphyllum crenatum är den enda arten i släktet som har använts till hybrider i någon större utsträckning. De flesta arterna i släktet har en stark artbarriär och korsar sig inte med andra arter.

## Systematik
Arten är särpräglad och lätt att skilja från andra i släktet. De närmsta släktingarna är Epiphyllum laui och Flikig bladkaktus (E. anguliger). Blommorna hos Epiphyllum grandilobum är liknande, men har helt annorlunda växtsätt.

## Odling
Lättodlad och snabbväxande. Plantan behöver humusrik, väldränerad jord och relativt rikligt med vatten under tillväxtperioden på sommaren. Den skall övervintras svalt med en minimitemperatur på 10-12ºC, då den hålls torr eller nästan helt torr. Stammarna får inte skrumpna för mycket. Odlas i full sol eller lätt skugga, solljus. I sol blir stammarna lätt rödtonade, men detta är i sig inte farligt för växten. Tvärtom stimulerar vårsol knoppsättningen. Blommar under senvåren eller försommaren. Stjälvsteril.

## Sorter
Det finns flera sorter i odling. 
- 'Cooperi' är kanske den vanligaste sorten. Känns igen på sitt växtsätt. Grenar sig endast längst ner på stammarna. Blommorna kommer från areoler nära jorden och är vita med bronsgula yttre blomblad. Doftande.
- 'Pfersdorffii' är en liknande sort som har något mindre blommor med guldgula yttre blomblad. Blommorna kommer högre upp på stammarna.

De är båda kultivarer av subsp. kimnachii.
Av underarten subsp. crenatus odlas också flera sorter.
- 'Chichicastenango' är en säregen sort insamlad i Guatemala. Stammarna är missformade och saknar ofta vävnad på ena sidan mittnerven. Blommorna är vita med blekt gröna ytte blomblad.
- 'Hildmannii' från 1845, har gula blommor med röda yttre blomblad.
- 'Kinchinjunga' är egentligen ett samlingsnamn for flera kloner insamlade av T. MacDougall i Guatemala.
- 'Wrayi'  från 1884 har kraftiga stammar och vita till gräddvita blommor med gula till brunorange yttre blomblad.

## Synonymer
subsp. crenatum
- Cereus crenatus Lem.
- Phyllocactus crenatus (Lindl.) Lemaire
- Phyllocactus caulorrhizus Lemaire
- Epiphyllum caulorrhizum (Lindl.) G. Don
- Phyllocactus triumphans hort. ex Haage, nom. inval.
- Cactus ensiformis Biden
- Phyllocactus hildmannii H. Hildmann
- Phyllocactus tettaui Rother
- Phyllocactus belgica Laet
- ×Rowleyara hildmannii (Hildmann) P. V. Heath
- Epiphyllum chichicastenango hort.
- Epiphyllum kinchinjunga hort.
- Phyllocactus hildmannii hort.
- Phyllocactus wrayi hort.

subsp. kimnachii  (Bravo) U.Guzmán 		
- Phyllocactus cooperi Regel
- Phyllocactus pfersdorffii Rümpler
- Phyllocactus pfersdorfii hort. ex K. Schumann.
- Epiphyllum cooperi (Regel) Clover in L. H. & E. Z. Bailey
- Epiphyllum crenatum var. kimnachii (Bravo) Kimnach
- Epiphyllum pfersdorfii (hort.) Clover in L. H. & E. Z. Bailey
- ×Seleniphyllum cooperi (Regel) Rowley nom. illeg.
- Marniera macroptera var. kimnachii (Bravo) Backeberg